# Georgi Georgijewitsch Frumenkow
Georgi Georgijewitsch Frumenkow (russisch Георгий Георгиевич Фруменков, wissenschaftliche Transliteration Georgij Georgievič Frumenkov; geboren 1919 in Rogatschow, Gomel; gestorben 1989 in Archangelsk) war ein sowjetischer Historiker, Regionalhistoriker und eine Persönlichkeit des öffentlichen Lebens. Frumenkow war Rektor des Staatlichen Pädagogischen Instituts M. W. Lomonossow in Archangelsk (1962–1980).
Frumenkow ist Autor vieler Werke über die Geschichte des russischen Nordens, das Solowezki-Kloster, Archangelsk, das Leben und Werk von M. W. Lomonossow, F. I. Subin, W. W. Krestinin, A. S. Goroschanski und anderen.
Die Informationen, die Frumenkow für sein zuerst 1970 erschienenes Buch Gefangene des Solowezki-Klosters (Usniki Solowezkogo monastyrja) nutzte, stammten den Angaben Daniel H. Shubins zufolge aus den Archiven des Heiligen Synods, des Staatssenats, der Staatskanzlei, des Innenministeriums und des Solowezki-Klosters, die sich alle in St. Petersburg befinden. Er zitiert darin ausgiebig sowohl aus Alexander Prugawin als auch aus dem Werk des mit diesem befreundeten Michail Koltschin. Da Frumenkow jedoch Zugang zu den Rechtsdokumenten sowohl der politischen als auch der religiösen Exilanten hatte, ist sein Buch weitaus detaillierter als die beiden anderen, was Daten, Orte, Gründe für die Verhaftung, Gerichtsverfahren, Verbannungsdauer und Ableben der Insassen angeht.
In einem 2010 erschienenen Sammelband über G. G. Frumenkow wurden die Erinnerungen seiner Tochter, Schüler, Freunde und Kollegen wiedergegeben und einige Materialien aus dem kreativen Erbe des Wissenschaftlers veröffentlicht.